# Puig dels Abells (Castell d'Aro, Platja d'Aro i s'Agaró)
El Puig dels Abells és una muntanya de 248 metres que es troba al municipi de Castell d'Aro, Platja d'Aro i s'Agaró, a la comarca catalana del Baix Empordà.